# Międzynarodowy Konkurs Matematyczny imienia Vojtěcha Jarníka
Międzynarodowy Konkurs Matematyczny imienia Vojtěcha Jarníka (ang. Vojtěch Jarník International Mathematical Competition - VJIMC) – konkurs matematyczny organizowany przez Uniwersytet Ostrawski.

## Wstęp
Konkurs jest nazwany na cześć czeskiego matematyka Vojtěcha Jarníka, który w pracy naukowej zajmował się głównie analizą i teorią liczb. Konkurs odbywa się corocznie na przełomie marca i kwietnia. Jest to najstarszy konkurs matematyczny przeznaczony dla studentów uniwersytetów w Europie.

## Historia
Międzynarodowy Konkurs Matematyczny imienia Vojtěcha Jarníka został po raz pierwszy zorganizowany w roku 1991 przez Jaroslava Hančla. Dzięki temu podtrzymana została tradycja wcześniejszego międzynarodowego konkursu matematycznego ISTAM, przeznaczonego dla studentów europejskich uniwersytetów, który odbywał się w latach 70. i 80. XX wieku. Konkurs przeznaczony był dla studentów zainteresowanych matematyką jako możliwość porównania ich matematycznych zdolności. W latach 1991–1996 w konkursie uczestniczyły jeden lub dwa uniwersytety. Stopniowo liczba startujących uniwersytetów oraz liczba uczestników rosła. W roku 1997 w konkursie wzięło udział osiem uniwersytetów z czterech europejskich krajów. W roku 2004 były to już 23 uniwersytety. Od roku 2010 w konkursie biorą również udział studenci z państw spoza Europy, m.in. w konkursie uczestniczyli studenci z Kolumbii czy Indonezji.
| Kategoria    | uczestników    | uniwersytety     |
| ------------ | -------------- | ---------------- |
| Kategoria I  | 71 uczestników | 37 uniwersytetów |
| Kategoria II | 73 uczestników |                  |

| Kategoria    | uczestników    | uniwersytety    |
| ------------ | -------------- | --------------- |
| Kategoria I  | 79 uczestników | 35 uniwersytety |
| Kategoria II | 71 uczestników |                 |

| Kategoria    | uczestników    | uniwersytety     |
| ------------ | -------------- | ---------------- |
| Kategoria I  | 69 uczestników | 39 uniwersytetów |
| Kategoria II | 79 uczestników |                  |

Obecnie VJIMC jest organizowany przez studentów i pracowników Wydziału Nauk Matematycznych Uniwersytetu w Ostrawie pod przewodnictwem doktora Jana Šustka. W całej historii zawodów najlepsze wyniki osiągali studenci z Polski, Czech oraz Rosji.

## Zasady konkursu
Konkurs jest organizowany w dwóch kategoriach wiekowych. Pierwsza kategoria jest przeznaczona dla studentów pierwszego i drugiego roku, druga przeznaczona jest dla studentów od roku trzeciego do piątego.

## Przebieg konkursu
Konkurs tradycyjnie odbywa się od środy do soboty. Rejestracja zawodników oraz opiekunów odbywa się we środę i czwartek. Ceremonia Otwarcia odbywa się w piątek rano w Audytorium Wydziału Pedagogicznego Uniwersytetu w Ostrawie. Same zawody odbywają się w piątek. Zawodnicy mają do rozwiązania cztery zadania w ciągu czterech godzin. Zadania są wcześniej wybierane przez międzynarodowe jury. Po zakończeniu konkursu jury ocenia poprawność rozwiązań uczestników. W trakcie korekty częściowe, nieoficjalne wyniki są prezentowane na stronie internetowej konkursu.
Zawodnicy, którzy nie zgadzają się z oceną swoich prac mogą zgłaszać swoje zastrzeżenia za pośrednictwem opiekuna w sobotę rano, w takim przypadku ocena pracy jest ponownie dyskutowana. Uroczyste zakończenie konkursu odbywa się w Audytorium Wydziału Pedagogicznego Uniwersytetu Ostrawskiego w sobotę po południu.